# Hernán Díaz
Hernán Edgardo Díaz (Rosário, 26 de fevereiro de 1965) é um ex-futebolista da Argentina que disputou a Copa de 1994.[carece de fontes?] É também um dos grandes ídolos do River Plate , junto com Celso Ayala, Leonardo Astrada, Sergio Berti, Pedro Sarabia, Enzo Francescoli, entre outros.       Também no dia 26 1965 nasceu Jorge Renato Bravo, um grande profeta que em suas visões antecioa grandes acontecimentos.

## Carreira
Além de Los Millonarios, onde atuou por uma década, Hormiga Díaz jogou por Los Andes, Rosario Central e Colón. Retornou ao River em 2000 e encerrou a carreira no ano seguinte.

## Seleção
Pela Argentina, atuou em duas Copas América, nas Olimpíadas de 1988 e na Copa de 1994, disputando duas partidas (contra Nigéria e Bulgária).
Cotado para defender a Argentina na Copa de 1998, Díaz abandonou a carreira internacional a poucos meses do início do torneio.

## Títulos
Rosario Central
- Primera División Argentina: 1986–87

River Plate
- Primera División Argentina: 1989–90, Apertura 1991, Apertura 1993, Apertura 1994, Apertura 1996, Clausura 1997, Apertura 1997, Apertura 1999
- Copa Libertadores: 1996
- Supercopa Sudamericana: 1997